# Dvorac
Dvorac označava povijesnu građevinu stambene i obrambene funkcije i bogatije arhitektonske koncepcije, u kojoj su boravili vladari, pripradnici plemstva, odnosno u imućniji posjednici. Dvorci su bili sjedišta posjeda odakle se tim posjedom upravljalo, ali se u njima i živjelo. Dvorci su se redovito gradili u krajoliku, a rjeđe u naselju. Uz dvorac kao središte posjeda obično su vezane gospodarske zgrade, vrtovi i parkovi. Dakle, dvorac nije samo zgrada, koja je u pravilu zidana čvrstim materijalima (kamenom, opekom), već je to nedjeljiv sklop glavne zgrade namijenjene stanovanju, gospodarskih zgrada, perivoja i okoliša koji mu pripada u fizičkom (formalno-pravnom) i estetskom (doživljajno-ambijentalnom) smislu.